# La Chapelle-d’Angillon
La Chapelle-d’Angillon település Franciaországban, Cher megyében. Lakosainak száma 610 fő (2022. január 1.). La Chapelle-d’Angillon Ennordres, Ivoy-le-Pré, Méry-ès-Bois és Presly községekkel határos.

## Népesség
A település népessége az elmúlt években az alábbi módon változott:
| Lakosok száma | 727  | 756  | 687  | 655  | 662  | 645  | 629  | 613  | 612  | 610  |
|               | 1968 | 1982 | 1990 | 2006 | 2013 | 2015 | 2017 | 2019 | 2020 | 2022 |